# 2016년 해변 아시안 게임
제5회 해변 아시안 게임은 2016년 9월 24일부터 10월 3일까지 베트남의 다낭에서 열린 해변 아시안 게임 대회이다. 이번이 하노이에서 개최한 2009년 실내 아시안 게임 이후, 베트남이 아시아 대륙 규모의 다종목 경기를 치른 두 번째 대회이다.

## 참가국
쿠웨이트는 쿠웨이트 올림픽 위원회가 국제 올림픽 위원회(IOC)로부터 자격 정지 처분을 받은 상태였기 때문에 독립 선수단 자격으로 참가했다.
- 아프가니스탄
- 바레인
- 방글라데시
- 부탄
- 브루나이
- 캄보디아
- 중국
- 중화 타이베이
- 홍콩
- 독립 (쿠웨이트)
- 인도
- 인도네시아
- 이란
- 이라크
- 일본
- 요르단
- 카자흐스탄
- 키르기스스탄
- 라오스
- 레바논
- 마카오
- 말레이시아
- 몰디브
- 몽골
- 미얀마
- 네팔
- 오만
- 파키스탄
- 필리핀
- 카타르
- 싱가포르
- 대한민국
- 스리랑카
- 시리아
- 타지키스탄
- 태국
- 동티모르
- 투르크메니스탄
- 아랍에미리트
- 우즈베키스탄
- 베트남 (개최국)

## 경기 종목
- 3x3 농구
- 비치수구
- 수영 마라톤
- 비치육상
- 비치핸드볼
- 비치쿠라시
- 비치삼보
- 비치세팍타크로
- 비치사커
- 비치발리볼
- 비치우드볼
- 비치레슬링
- 보디빌딩
- 해안 조정
- 주짓수
- 무에타이
- 펜타크
- 펜착실랏
- 지앤즈
- 보코트루옌
- 보비남

## 메달 집계
| 순위 | 국가           | 금메달 | 은메달 | 동메달 | 합계 |
| ---- | -------------- | ------ | ------ | ------ | ---- |
| 1    | 베트남         | 52     | 44     | 43     | 139  |
| 2    | 태국           | 36     | 24     | 30     | 90   |
| 3    | 중국           | 12     | 18     | 19     | 49   |
| 4    | 이란           | 9      | 6      | 6      | 21   |
| 5    | 몽골           | 7      | 4      | 8      | 19   |
| 6    | 캄보디아       | 6      | 6      | 9      | 21   |
| 7    | 카타르         | 5      | 1      | 1      | 7    |
| 8    | 요르단         | 4      | 4      | 5      | 13   |
| 9    | 아랍에미리트   | 4      | 2      | 3      | 9    |
| 10   | 말레이시아     | 3      | 6      | 5      | 14   |
| 11   | 인도네시아     | 3      | 5      | 9      | 17   |
| 12   | 카자흐스탄     | 3      | 5      | 4      | 13   |
| 13   | 미얀마         | 3      | 5      | 3      | 11   |
| 14   | 라오스         | 3      | 3      | 24     | 30   |
| 15   | 우즈베키스탄   | 3      | 1      | 3      | 7    |
| 16   | 인도           | 2      | 4      | 18     | 24   |
| 17   | 필리핀         | 2      | 4      | 15     | 21   |
| 18   | 중화 타이베이  | 2      | 4      | 10     | 16   |
| 19   | 투르크메니스탄 | 2      | 4      | 9      | 15   |
| 20   | 싱가포르       | 2      | 3      | 7      | 12   |
| 21   | 파키스탄       | 2      | 3      | 6      | 11   |
| 22   | 바레인         | 2      | 0      | 0      | 2    |
| 23   | 대한민국       | 1      | 4      | 11     | 16   |
| 24   | 오만           | 1      | 3      | 0      | 4    |
| 25   | 일본           | 1      | 2      | 7      | 10   |
| 26   | 이라크         | 1      | 1      | 8      | 10   |
| 27   | 키르기스스탄   | 1      | 0      | 4      | 5    |
| 28   | 홍콩           | 0      | 4      | 4      | 8    |
| 29   | 레바논         | 0      | 1      | 6      | 7    |
| 30   | 시리아         | 0      | 1      | 2      | 3    |
| 31   | 마카오         | 0      | 0      | 5      | 5    |
| 32   | 아프가니스탄   | 0      | 0      | 3      | 3    |
| 33   | 스리랑카       | 0      | 0      | 2      | 2    |
| 34   | 브루나이       | 0      | 0      | 1      | 1    |
| 34   | 독립           | 0      | 0      | 1      | 1    |
| 합계 | 합계           | 172    | 172    | 291    | 635  |